# Феодосий (митрополит Московский)
Митрополи́т Феодо́сий Быва́льцев (ум. 15 октября 1475, Москва) — Митрополит Московский и всея Руси в 1461—1464 годах, церковный деятель и публицист. В 2009 году имя митрополита Феодосия было включено в состав Собора Московских святых в лике святителей.

## Биография
Был архимандритом Чудова монастыря (упоминается в этом сане в 1453 году).
23 июня 1454 года хиротонисан во епископа Ростовского. Имел конфликт с митрополитом Ионой: в 1455 году Феодосий разрешил в навечерие Богоявления, которое пришлось на воскресенье, мирянам есть мясо, а монахам рыбу, сыр и яйца. Епископа вызвали на церковный суд, угрожали лишением сана, но после покаяния за ним сохранили кафедру.

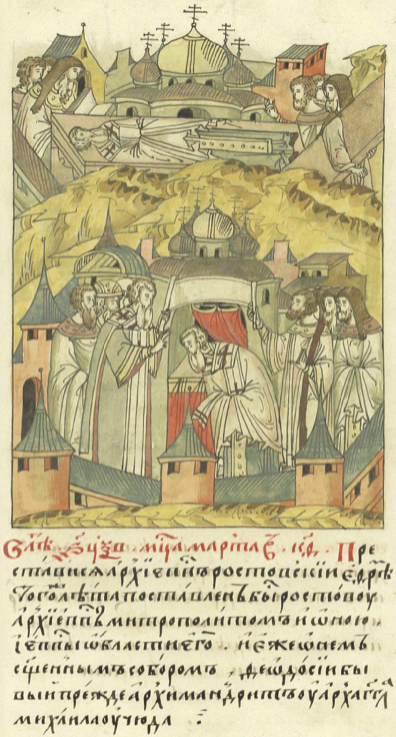
Посвящение в епископы Феодосия митрополитом Ионой

9 мая 1461 года, после смерти митрополита Ионы, занял Московскую кафедру (Иона сам выбрал Феодосия себе в преемники). Феодосий стал первым московским митрополитом, которого утвердил московский князь, а Патриарх Константинопольский был полностью проигнорирован.
Однако положение Феодосия всё ещё было непрочным: его предшественника не признавали ни Великое княжество Литовское (где был свой православный митрополит с приставкой «всея Руси» к титулу), ни тверской епископ, ни ряд русских церковных деятелей.
В последний год правления Феодосия, в апреле 1464, константинопольская и московская церкви помирились. Митрополит Цезарии Филиппи от имени константинопольского патриарха благословил Феодосия.
С деятельностью Феодосия связана попытка повышения образовательного и нравственного уровня русского духовенства: «они были едва грамотны, полуграмотны или совсем безграмотны». Данная деятельность обернулась неудачей, когда многие из священников были Феодосием отстранены от мест, а ряд лишён сана, то многие приходы остались без духовенства.
В 1464 году Феодосий оставил кафедру «ради тяжкого своего недуга», но летописец сообщает «многыя бо церкви без попов, и начата его проклинати; он же слышав се разболеся того ради, и здрав бысть и сниде в келию к Михайлову Чюду в манастырь».

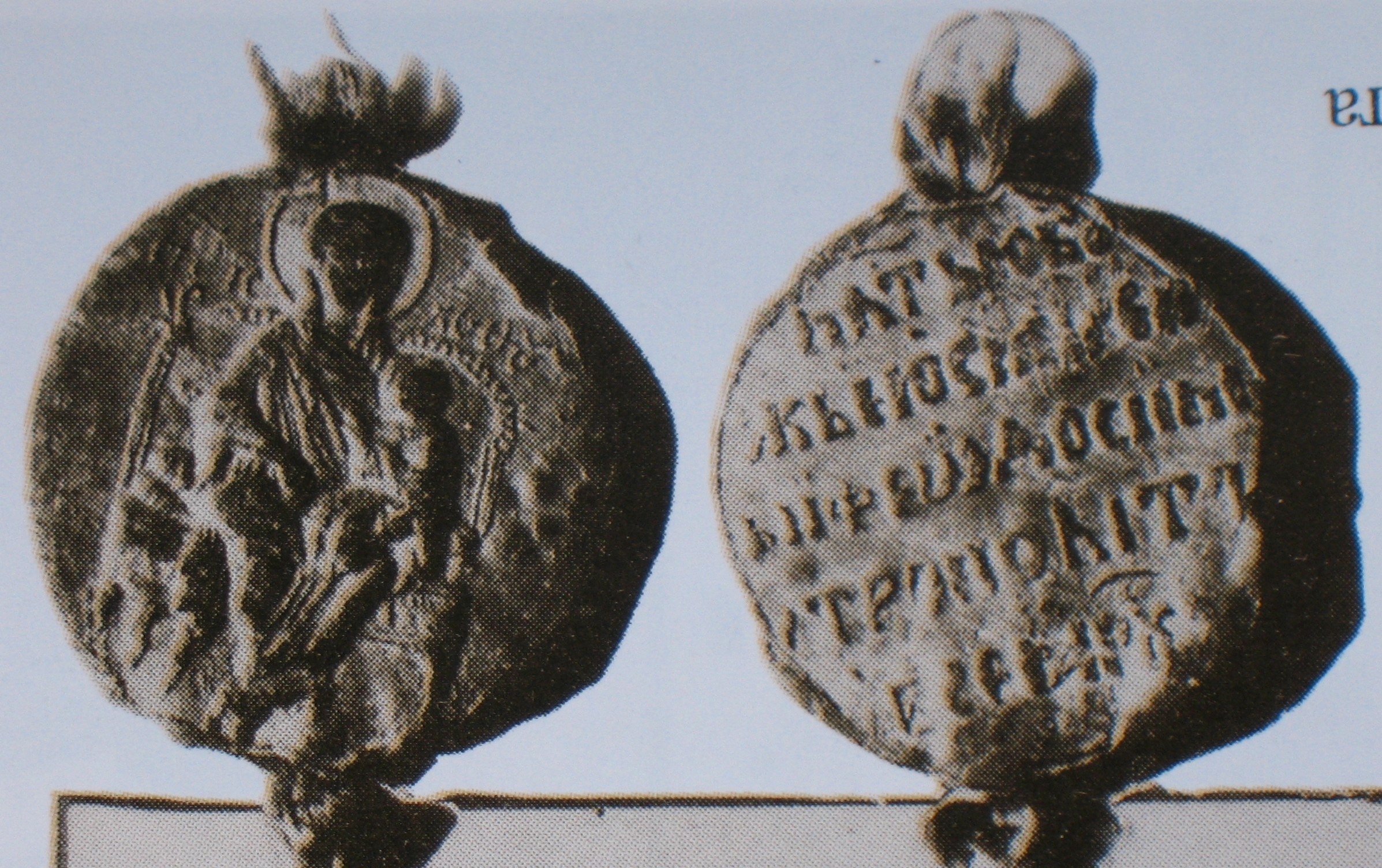
Печать митрополита Феодосия

В Чудовом монастыре Феодосий прожил 11 лет; перед смертью удалился в Троицкий монастырь, где скончался 15 октября 1475 года.
Погребён в Архангельской церкви Чудова монастыря.
По другим данным, погребён в 1475 году в Троице-Сергиевом монастыре.

## Литературное наследие
Феодосий является автором следующих сочинений:
- Слово на Рождество Богородицы
- похвальное слово апостолам Петру и Павлу
- Сказание о чуде, бывшем при гробе святого Алексия
- кондаки и икосы на Успение Богородицы
- послания в Новгород и Псков в 1463—1464 годах о неприкосновенности церковного имущества